# Scissirostrum
Genre
Scissirostrum est un genre monotypique de passereaux de la famille des Sturnidés. Il est endémique de Célèbes et des îles avoisinantes.

## Liste des espèces
Selon la classification de référence du Congrès ornithologique international (version 8.1, 2018) :
- Scissirostrum dubium (Latham, 1801) — Scissirostre des Célèbes, Mainate dubitatif